# Kuohledra zhengi
Kuohledra zhengi är en insektsart som beskrevs av Cai och He 1997. Kuohledra zhengi ingår i släktet Kuohledra och familjen dvärgstritar. Inga underarter finns listade i Catalogue of Life.